# Eugenio Sotillos
 (décembre 2018).
Eugenio Sotillos Torrent est un scénariste de bande dessinée espagnol.

## Œuvre

### Publications en français
- Battler Britton, Impéria

292. Mission en Crète, scénario d'Eugenio Sotillos, dessins collectifs, 1971
- Casque d'or, Impéria

5. La mort guette… à Indianapolis !, scénario d'Eugenio Sotillos, 1976
10. La Tortue, scénario d'Eugenio Sotillos, 1976
11. Bon anniversaire !, scénario d'Eugenio Sotillos, 1976
12. Un Trésor caché, scénario d'Eugenio Sotillos, 1976
- Marouf, Impéria

120. L'Amour a ses raisons, scénario et dessins collectifs, 1979
139. Pierre le résistant, scénario de Banolas, Eugenio Sotillos et Molina, dessins d'Adolfo Buylla, 1980
149. La Cabane sur la falaise, scénario d'Eugenio Sotillos et Molina, dessins de Ricard Ferrándiz, 1981
- Oliver, Impéria

357. Juste châtiment, scénario d'Eugenio Sotillos, Molina et Hervas, dessins de Carlos Laffond, 1975
427. Les Chevaux du prévôt, scénario d'Eugenio Sotillos et Hervas, dessins de Carlos Laffond et César López, 1980
- Sergent Gorille, scénario d'Eugenio Sotillos, dessins d'Alan Doyer, Arédit/Artima, collection Courage-Exploit (tomes 1 à 58) puis Héroïc (à partir du tome 59)

1. Une Poignée de riz, 1971
10. La Lampe merveilleuse, 1972
27. Les Soldats de plomb, 1973
42. Ombres chinoises, 1975
43. Le Drapeau, 1975
45. Un Tigre dans la soupe, 1975
46. L'Affaire des canards, 1975
51. L'Observatoire, 1975
60. Le Fromage et le Capitaine, Manuel Vázquez coscénariste et codessinateur, 1977
62. Une médaille pour Long, 1977
65. Les Roses du général, 1978
70. Le Caramel qui gagna la bataille, 1979
78. Un Orchestre dangereux, 1980
81. L'enlèvement, 1981
- Sergent Guam, Impéria

22. Le Dragon à 2 têtes, scénario d'Eugenio Sotillos, dessins d'Aurelio Bevia, 1974
51. Condamné à mort, scénario d'Eugenio Sotillos, dessins de Pedro Ananos, 1977
81. Un Commanche à Tamasaka, scénario d'Eugenio Sotillos, 1979
97. Prisonniers de la haine, scénario d'Eugenio Sotillos, 1980
104. L'Or des vaincus, scénario d'Eugenio Sotillos, dessins d'Aurelio Bevia, 1981
111. La Fureur du Dragon Noir, scénario d'Eugenio Sotillos, 1982
114. La Trahison à mille voix, scénario d'Eugenio Sotillos, 1982
115. Deux dollars pièce, scénario d'Eugenio Sotillos, 1982
123. Menaces, scénario d'Eugenio Sotillos, 1983
131. Touchons du bois !, scénario d'Eugenio Sotillos, 1983
136. Les Mains du caporal Long, scénario d'Eugenio Sotillos, dessins d'Aurelio Bevia, 1984
159. Le Quatrième pouvoir, scénario d'Eugenio Sotillos, dessins de Jaime Forns, 1986
163. Le Papillon noir, scénario d'Eugenio Sotillos, 1986
- Superboy, Impéria

258. Le Vol des robots, scénario d'Eugenio Sotillos, dessins de Rafael Méndez et Beà, 1971
260. Vent divin, scénario d'Eugenio Sotillos, dessins de José Ortiz, 1971
262. Le Retour d'Ulysse, scénario d'Eugenio Sotillos, dessins de José Ortiz, 1971
263. Le Tombeau de Cléopâtre, scénario d'Eugenio Sotillos, dessins de José Ortiz, 1971
264. Orphée vert, scénario d'Eugenio Sotillos, dessins de José Ortiz, 1971
265. W-2… Répondez W-2, scénario d'Eugenio Sotillos, 1971
349. Les Fantômes de l'espace, scénario d'Eugenio Sotillos, dessins de José Ortiz, 1978
358. Le Gladiator, scénario d'Eugenio Sotillos, dessins de Francisco Puerta et Félix Molinari, 1979
382. L'Île du fou, scénario d'Eugenio Sotillos et Beà, dessins de Jaime Forns et Beà, 1981
388. Pouvoir magnétique, scénario d'Eugenio Sotillos et Beà, dessins de Jaime Forns et Beà, 1983
393. Le Vol des robots, scénario de Frank Pepper et Eugenio Sotillos, dessins de John Gillatt et Rafael Méndez, 1984
397. Jakson Wong, scénario d'Eugenio Sotillos, dessins de Félix Molinari, 1985
- Tenax, Impéria

34. La Bête, scénario d'Eugenio Sotillos, dessins de José Ortiz, 1974
51. Le Nuage écarlate, scénario d'Eugenio Sotillos et Miguel González Casquel, dessins de José Ortiz, Antonio Guerrero et Antonio Piqueras, 1975
81. Rendez-vous sur la Lune, scénario d'Eugenio Sotillos, dessins de José Ortiz et Antonio Piqueras, 1977
92. Des Chaînes invisibles, scénario d'Eugenio Sotillos, dessins de José Ortiz et Félix Molinari, 1978
98. Croisière sans retour, scénario d'Eugenio Sotillos, dessins de José Ortiz et Antonio Piqueras, 1979
100. Le Zoo de Kalari, scénario d'Eugenio Sotillos, dessins de José Ortiz et Antonio Piqueras, 1979
105. Sur les traces d'Ulysse, scénario d'Eugenio Sotillos, dessins de José Ortiz, 1979
106. La Salle des miroirs, scénario d'Eugenio Sotillos et Beà, dessins de José Ortiz, Beà et Antonio Piqueras, 1980
107. La Ballade de Maj-Athu, scénario d'Eugenio Sotillos et Beà, dessins de José Ortiz, Beà et Antonio Piqueras, 1980
110. Les Pirates des galaxies, scénario d'Eugenio Sotillos, dessins de José Ortiz et Antonio Piqueras, 1980
118. Des Têtes errantes, scénario d'Eugenio Sotillos, dessins de José Ortiz et Antonio Piqueras, 1981
119. Le Maître du temps, scénario d'Eugenio Sotillos, dessins de José Ortiz et Antonio Piqueras, 1981
120. Mutinerie, scénario d'Eugenio Sotillos et Hervas, dessins de José Ortiz, César López et Antonio Piqueras, 1981
123. Le Zoo de l'épouvante, scénario d'Eugenio Sotillos et Beà, dessins de José Ortiz et Beà, 1981
124. L'Univers en danger, scénario d'Eugenio Sotillos et Beà, dessins de José Ortiz, Arturo Rojas et Beà, 1982
125. Johnny Galaxie, scénario d'Eugenio Sotillos, Blay Navarro et Ramón Ortega, , dessins de José Ortiz, Ramón Escolano et Antonio Piqueras, 1982
127. Un objet non identifié, scénario d'Eugenio Sotillos et Ramón Ortega, , dessins de José Ortiz, Jobaro, Félix Molinari et Antonio Piqueras, 1982
130. L'Île du fou, scénario d'Eugenio Sotillos et Ramón Ortega, dessins de José Ortiz, Jobaro et Antonio Piqueras, 1983
132. La Valse des neutrons, scénario d'Eugenio Sotillos et Beà, dessins de José Ortiz, Beà et Antonio Piqueras, 1984
135. Les Portes de l'Enfer, scénario d'Eugenio Sotillos, dessins de José Ortiz, Jobaro et Antonio Piqueras, 1984
- X-13 Agent secret, Impéria

408. L'Invention du diable, scénario d'Eugenio Sotillos et Ramón Ortega, dessins d'Antonio Piqueras, Adolfo Buylla et Pedro Ananos, 1983
409. La Retraite, scénario d'Eugenio Sotillos et Ramón Ortega, 1983
430. Le plus maladroit, scénario d'Eugenio Sotillos et Ramón Ortega, dessins de Pedro Henares, 1985
- Z-33 Agent secret, Impéria

4. Passeport pour l'enfer, scénario d'Eugenio Sotillos, dessins de Pedro Henares, 1973
15. Piège pour un nazi, scénario d'Eugenio Sotillos, 1973
20. Le Nid du scorpion, scénario d'Eugenio Sotillos, dessins de Pedro Henares, 1974
22. Diable SS, scénario d'Eugenio Sotillos, dessins de Pedro Henares, 1974
24. La Furie des taupes, scénario d'Eugenio Sotillos, dessins de Pedro Henares, 1974
25. Ne ris pas sur ma tombe, scénario d'Eugenio Sotillos, dessins de Pedro Henares, 1974
26. La Chasse au renard, scénario d'Eugenio Sotillos, dessins de Pedro Henares, 1974
27. Solution finale, scénario d'Eugenio Sotillos, dessins de Pedro Henares, 1974
28. Le Mage au masque d'argent, scénario d'Eugenio Sotillos, dessins de Pedro Henares, 1975
29. Rendez-vous en Fôret Noire, scénario d'Eugenio Sotillos, dessins de Pedro Henares, 1975
30. Espions, un pas en avant, scénario d'Eugenio Sotillos, dessins de Pedro Henares, 1975
31. Le Moulin de Mycènes, scénario d'Eugenio Sotillos, dessins de Pedro Henares, 1975
34. Dernier sommeil, scénario d'Eugenio Sotillos, dessins de Pedro Henares, 1975
35. Le Secret du canard bleu, scénario d'Eugenio Sotillos, dessins de Pedro Henares, 1975
36. Les Vampires du maréchal, scénario d'Eugenio Sotillos, dessins de Pedro Henares, 1975
37. La Rose noire, scénario d'Eugenio Sotillos, dessins de Pedro Henares, 1975
38. Mourir pour Lili Marlène, scénario d'Eugenio Sotillos, dessins de Pedro Henares, 1975
39. La Chasse au dindon, scénario d'Eugenio Sotillos, 1975
40. Berceuse pour un sorcier, scénario d'Eugenio Sotillos, dessins de Pedro Henares, 1976
41. La Valse des rats, scénario d'Eugenio Sotillos, dessins de Pedro Henares, 1976
45. Les Chacals de Narvik, scénario d'Eugenio Sotillos, dessins de Pedro Henares, 1976
48. Le Salaire des rats, scénario d'Eugenio Sotillos, dessins de Pedro Henares, 1976
49. La Trahison à deux visages, scénario d'Eugenio Sotillos, dessins de Pedro Henares, 1976
50. Chiméres insensées, scénario d'Eugenio Sotillos, dessins de Pedro Henares, 1976
51. Un rêve fou, scénario d'Eugenio Sotillos, dessins d'Aurelio Bevia, 1976
52. Les Trompettes du Jugement dernier, scénario d'Eugenio Sotillos, 1977
53. Opération Chat noir, scénario d'Eugenio Sotillos, dessins de Pedro Henares, 1977
54. Le Paravent chinois, scénario d'Eugenio Sotillos, dessins de Pedro Henares, 1977
56. Trop bavard, scénario d'Eugenio Sotillos, dessins de Pedro Henares, 1977
57. Le Commando aux doigts d'or, scénario d'Eugenio Sotillos, dessins de Pedro Henares, 1977
58. Une folle nuit, scénario d'Eugenio Sotillos, dessins de Pedro Henares, 1977
59. Une Tombe dans le sable, scénario d'Eugenio Sotillos, dessins de Pedro Henares, 1977
61. Avec du génie, scénario d'Eugenio Sotillos, dessins de Pedro Henares, 1977
62. La Chasse à l'espion invisible, scénario d'Eugenio Sotillos, dessins de Pedro Henares, 1977
63. Le Piège, scénario d'Eugenio Sotillos, dessins de Pedro Henares, 1977
65. Le Devin de Kristiansand, scénario d'Eugenio Sotillos, dessins de Pedro Henares, 1978
67. Les Diables blancs, scénario d'Eugenio Sotillos, dessins de Pedro Henares, 1978
75. L'Art ou la peur, scénario d'Eugenio Sotillos, dessins de Pedro Henares, 1979
76. Opération Voltaire, scénario d'Eugenio Sotillos, dessins d'Aurelio Bevia, 1979
77. L'Ennemi est à demeure, scénario d'Eugenio Sotillos, dessins d'Aurelio Bevia, 1979
82. Opération Wolfram, scénario d'Eugenio Sotillos, 1979
83. Un drôle de fou, scénario d'Eugenio Sotillos, dessins de Pedro Henares, 1979
85. Prisonniers d'Hitler, scénario d'Eugenio Sotillos, dessins de Pedro Henares, 1979
91. Espion dans la neige, scénario d'Eugenio Sotillos, dessins de Pedro Henares, 1980
92. Opération sauvetage, scénario d'Eugenio Sotillos, dessins de Pedro Henares, 1980
94. Les Funérailles du Führer, scénario d'Eugenio Sotillos, dessins de Pedro Henares, 1980
98. Le Fugitif de l'aube, scénario d'Eugenio Sotillos, dessins d'Aurelio Bevia, 1980
101. Moulins sanglants, scénario d'Eugenio Sotillos, 1981
105. Sabotage dans le ciel, scénario d'Eugenio Sotillos, dessins d'Aurelio Bevia, 1981
109. Le Cuisinier du Maréchal, scénario d'Eugenio Sotillos, dessins de Pedro Henares, 1981
112. L'Espion rate l'autobus, scénario d'Eugenio Sotillos, 1982
113. Soldats de plomb, scénario d'Eugenio Sotillos, 1982
114. Tulipes sanglantes, scénario d'Eugenio Sotillos, dessins d'Aurelio Bevia, 1982
115. Piège pour un nazi, scénario d'Eugenio Sotillos, dessins de Pedro Henares, 1982
116. La Nid des espions, scénario d'Eugenio Sotillos, dessins de Pedro Henares, 1982
117. L'Odyssée du capitaine, scénario d'Eugenio Sotillos, dessins de Pedro Henares, 1982
122. Maudits espions, scénario d'Eugenio Sotillos et Hervas, dessins de Pedro Henares, 1982
124. Ne ris pas sur ma tombe, scénario d'Eugenio Sotillos et Hervas, dessins de José Ortiz et Pedro Henares, 1983
125. La Chasse au renard, scénario d'Eugenio Sotillos et Hervas, dessins de José Ortiz et Pedro Henares, 1983
128. Rendez-vous en Forêt Noire, scénario d'Eugenio Sotillos et Hervas, dessins de Pedro Henares, 1983
129. Espions un pas en avant, scénario d'Eugenio Sotillos et Hervas, dessins de José Ortiz et Pedro Henares, 1983
130. Le Moulin de Mycènes, scénario d'Eugenio Sotillos et Hervas, dessins de Pedro Henares, 1983
134. Le Secret du canard bleu, scénario d'Eugenio Sotillos et Hervas, 1983
135. Les vampires du Maréchal, scénario d'Eugenio Sotillos, dessins de Pedro Henares et Francisco Puerta, 1983
138. La Chasse au dindon, scénario d'Eugenio Sotillos et Hervas, 1984
141. Cette nuit il y a pleine lune, scénario d'Eugenio Sotillos et Molina, 1984
142. Le Chameau et la fourmi, scénario d'Eugenio Sotillos, dessins d'Aurelio Bevia, 1984
143. Objectif enlever Churchill, scénario d'Eugenio Sotillos, dessins d'Aurelio Bevia, 1984
144. Les Chacals de Narvik, scénario d'Eugenio Sotillos et Hervas, dessins de Pedro Henares, 1984
145. Le Vampire de Munsterland, scénario d'Eugenio Sotillos et Hervas, dessins de Pedro Henares, 1984
146. La Clé du paradis, scénario d'Eugenio Sotillos, dessins d'Aurelio Bevia, 1984
147. Le Salaire des rats, scénario d'Eugenio Sotillos, dessins de Pedro Henares, 1985
148. La Trahison à deux visages, scénario d'Eugenio Sotillos, dessins de Pedro Henares, 1985
151. Les Trompettes du Jugement dernier, scénario d'Eugenio Sotillos, dessins de Pedro Henares, 1985
152. Opération Chat Noir, scénario d'Eugenio Sotillos, dessins de Pedro Henares, 1985
155. Le Commando aux doigts d'or, scénario d'Eugenio Sotillos, dessins de Pedro Henares, 1985
158. Mourir à Athènes, scénario d'Eugenio Sotillos, dessins de Pedro Henares, 1985
159. Avec du génie, scénario d'Eugenio Sotillos, dessins de Pedro Henares, 1986
160. Le Piège, scénario d'Eugenio Sotillos, dessins de Pedro Henares, 1986
161. Magie blanche, scénario d'Eugenio Sotillos, dessins de Pedro Henares, 1986
163. Le Hibou noir, scénario d'Eugenio Sotillos, dessins d'Aurelio Bevia, 1986

### Publications en espagnol[1]
Eugenio Sotillos a collaboré à de nombreuses publications périodiques espagnoles :
- Albumes Toray (Tarya, 1961 à 1963)
- Alicia (Toray, 1955)
- Aventuras (Toray, 1967)
- Azucena (Toray, 1948)
- Brigada secreta (Toray, 1962 à 1982)
- Bruce Lee (Vilmar, 1981)
- El Capitán Trinquete (Libro Hobby, 2007)
- Caravana / Caravana Oeste (Vilmar, 1971)
- Cervantes en la batalla de Lepanto (Vergi, 1981), album
- Cuentos de la abuelita (Toray, 1955)
- Don Quijote de la Mancha (Vergi, 1979), album
- Las enfermeras (Toray, 1966)
- Escorpión (Vilmar, 1973)
- Espionaje (Toray puis Ursus, 1965-1974)
- Gorila (Ursus, 1973-1980)
- Graciela (Toray, 1956)
- Grandes aventuras (Toray, 1985)
- Guendalina (Toray, 1959)
- Guerra (Vilmar, 1979)
- Hazañas bélicas (Toray puis Ursus, 1958-1987)
- Hazañas del Oeste (Toray, 1962)
- La historieta presenta (Ursus, 1982)
- Hombres de acción (Toray, 1958)
- Hombres del Oeste (Vilmar, 1976)
- Hombres famosos (Toray, 1968-1977)
- Horus (Producciones Editoriales, 1974)
- Huron (Toray, 1967)
- Infinitum 2000 (Producciones Editoiriales, 1980)
- Jim Huracán (Toray, 1960)
- Johnny Comando y Gorila (Fondos Editoriales, 1992)
- Mortadelo Super Terror Especial (Bruguera, 1975)
- Móvil Books (Nabau, 1986+1987)
- Novelas famosas (Toray / Telepublicaciones, 1976 /1992)
- Oeste (Vilmar, 1971 à 1981)
- Pánico (Vilmar, 1972-1978)
- Personajes de oro (Nabau, 1991)
- Planetas en guerra (Vergi, 1980)
- Relatos de guerra (Toray, 1962)
- Rosas blancas (Toray, 1958)
- El Sargento Tigre (Vilmar, 1972-1978)
- Servicio federal (Ursus, 1973)
- Sioux (Toray, 1964)
- Tío vivo (Bruguera, 1961)
- Tú vives la aventura (Ariel, 1986)
- Zona de combate (Ursus, 1973-1979)